# Buenavista (Guimaras)
Buenavista ist eine philippinische Stadtgemeinde in der Provinz Guimaras.

## Geografie
Die Landschaftsformen Buenavistas reichen von Ebenen bis hin zu Bergen. Die durchschnittlichen Temperaturen sind aufgrund des Meereseinflusses verhältnismäßig niedrig.

### Geografische Lage
Buenavista liegt an der Nordspitze der Insel Guimaras und ist eine der fünf Stadtgemeinden der Provinz Guimaras.
Die Küste im nördlichen und nordwestlichen Teil der Stadtgemeinde liegt gegenüber der Insel Panay, von der Buenavista durch die Straße von Iloilo getrennt ist. Die Nordostküste liegt gegenüber der Insel Negros und ist von dieser durch die Guimaras-Straße getrennt.

### Baranggays
Buenavista ist politisch in 36 Baranggays unterteilt.
| - Agsanayan - Avila - Banban - Bacjao (Calumingan) - Cansilayan - Dagsa-an - Daragan - East Valencia - Getulio - Mabini - Magsaysay - Mclain | - Montpiller - Navalas - Nazaret - New Poblacion (Calingao) - Old Poblacion - Piña - Rizal - Salvacion - San Fernando - San Isidro - San Miguel - San Nicolas | - San Pedro - San Roque - Santo Rosario - Sawang - Supang - Tacay - Taminla - Tanag - Tastasan - Tinadtaran - Umilig - Zaldivar |

## Geschichte
Buenavista ist die älteste Stadtgemeinde in Guimaras. Sie wurde 1775 während der spanischen Kolonialherrschaft gegründet. Historikern zufolge war der spanische Generalgouverneur der Philippinen tief beeindruckt von der Landschaft der Stadtgemeinde und wurde von ihm deshalb als „gute Ausschau“ bezeichnet.

## Wirtschaft und Infrastruktur

### Verkehr
Der McArthur-Kai dient als Anlegestelle für Buenavista und Teile von San Lorenzo und wird von Passagieren auf dem Weg von Panay nach Negros benutzt, da diese Verbindung günstiger ist als der direkte Weg mit dem Schiff.